# 蘇里雅·翁薩
蘇里雅·翁薩（1618年—1695年），瀾滄王國國王，1638年至1695年在位。他在位的57年被認為是瀾滄王國歷史上的黃金時期。
蘇里雅·翁薩是敦坎之子。1637年，貴族們越過他的兩位兄長，將他擁上王位。上臺後，他迅速清除異己以鞏固自己的統治。一個兄長被送到越南北河那裡，另一個被送入寺院當僧侶。他還派一個堂兄弟去靠近暹羅的西部邊境。他是一位嚴厲的君主，採用嚴格的法律統治國家。作為一個君主他廣泛受到尊敬，在他繼位五年之內，他的名聲傳入了荷屬東印度公司駐金邊的代表那裡。耶穌會的Giovanni Maria Leria於1641年跟隨荷蘭商人來到萬象，這也是寮國歷史上第一個歐洲人使團。
蘇里雅·翁薩在位期間，瀾滄王國與鄰國保持平等的友好關係。越南黎神宗的一個女兒是他的王妃。瀾滄王國與大城王國在邊境共同建立Phra That Si Song Rak（在今日泰國的黎府），以此來紀念他與那萊王之間的友好關係。
蘇里雅·翁薩有二子。1695年，長子因通姦而被處決；次子得知父親要處決他們，攜母親、繼母及600名隨從逃往暹羅。1695年，蘇里雅·翁薩逝世。因沒有可以繼承王位的子嗣，大臣甸·塔拉篡位。不久，瀾滄就陷入了內亂之中，分裂為萬象王國、琅勃拉邦王国、占巴塞王國。
| 蘇里雅·翁薩 瀾滄國王 | 蘇里雅·翁薩 瀾滄國王     | 蘇里雅·翁薩 瀾滄國王 |
| -------------------- | ------------------------ | -------------------- |
| 前任： 維齋          | 瀾滄國王 1637年 – 1694年 | 繼任： 甸·塔拉       |